# Zdeňka Padevětová
Zdeňka Padevětová, född 12 december 1958, är en tjeckisk bågskytt. Hon deltog vid olympiska sommarspelen 1980.